# Ángyán János (orvos)

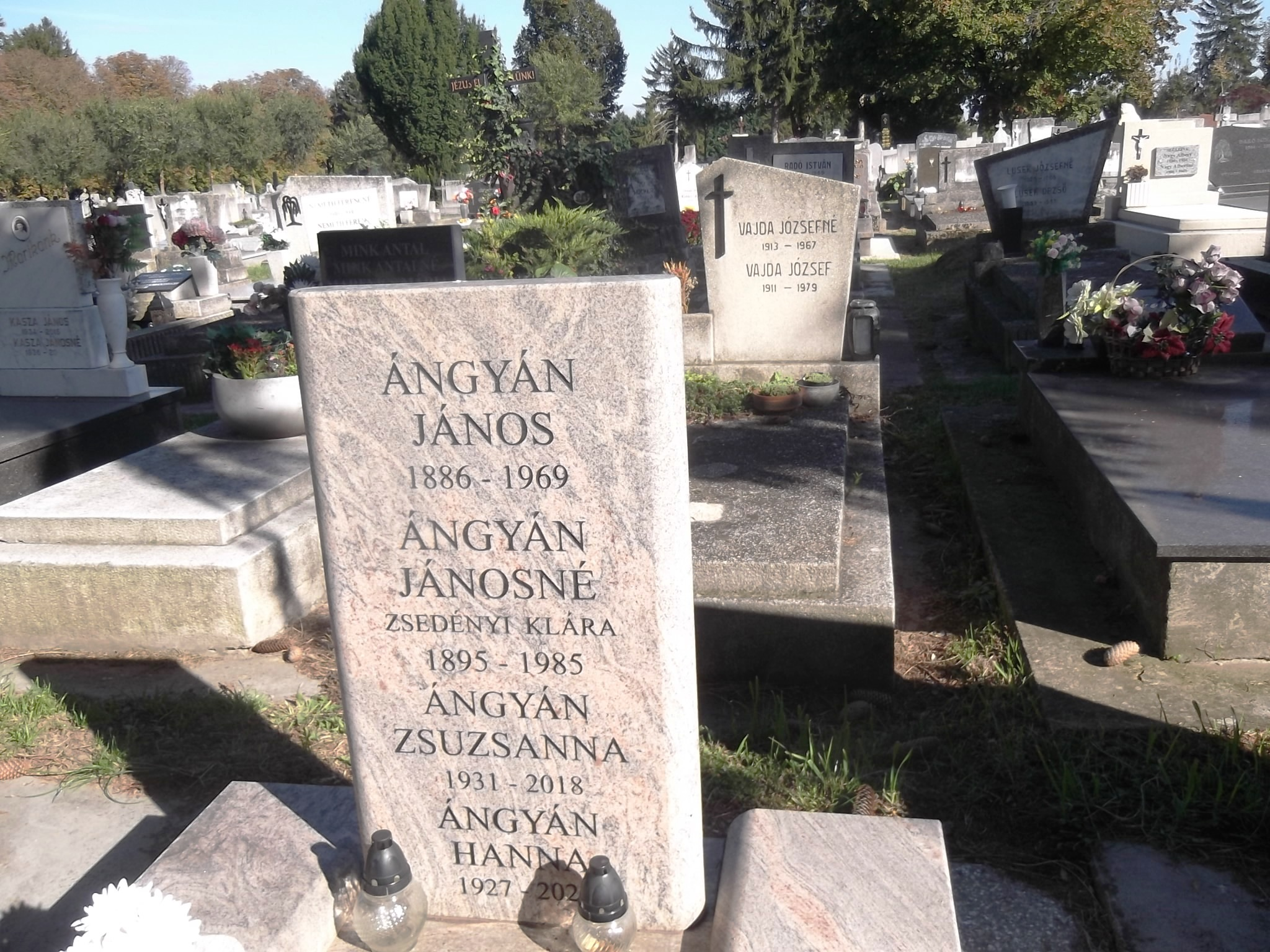
Ángyán János sírja a Pécsi Köztemetőben. Parcella Y. Sor 1. Sírhely 52

Vörösberényi Ángyán János (Budapest, 1886. április 9. – Pécs, 1969. július 19.) belgyógyász, egyetemi tanár, Ángyán Béla (1885–1959) ügyvéd, politikus testvére.

## Életpályája
Ángyán Béla (1849–1920) kórházi főorvos, egyetemi magántanár és Zettner Aranka (1862–1940) fiaként született. Középiskolai tanulmányait a Budapesti Evangélikus Gimnáziumban végezte (1895–1903). 1908-ban a Budapesti Tudományegyetem Orvostudományi Karán szerzett oklevelet. 1907-től az egyetem kórbonctani intézetében Petrik Ottó mellett volt gyakornok. 1909-ben a berlini R. Koch Intézetben dolgozott, 1909-től 1923-ig a budapesti II. sz. belklinikán; 1912-től tanársegéd volt, 1921-től adjunktus, majd megbízott intézetvezető lett. Az első világháború alatt (1914–1918) a 7. hadsereg bakteriológiai és kórtani osztályának, majd a helyőrség szívbeteg-állomásának a vezetője volt.
Budapesten az egyetem dékánja, majd rektora volt a második világháború előtt. 1923-tól a pécsi Erzsébet Tudományegyetem orvosi karán tanított és 1959. évi nyugdíjazásáig a belgyógyászati klinikát vezette, amelynek létrehozásában nagy szerepe volt. 1935–1936-ban dékán, 1943–1944-ben rektor volt.
Az üzemegészségügy területén működött: ő honosította meg a szilikózis vizsgálatokat a Baranya megyei bányákban. Az általa vezetett klinikán a tuberkulózissal is foglalkoztak. Mint közéleti ember, több szakbizottság tagja volt. Szorgalmazta a harkányi gyógyfürdő fejlesztését.
Házastársa Zsedényi Klára (1895–1985) volt, Zsedényi Béla és Huzella Margit lánya, akit 1916. április 14-én Budapesten, a Ferencvárosban vett nőül.

## Főbb publikációi
- Az agyféltekék részarányos kiterjedésű gliomatosisa. (Orvosi Hetilap, 1911. németül: Symmetrische Gliomatose der Grosshirnhemisphären. Zeitschrift für die gesammte Neurologie und Psychiatrie, 1911)[4]
- Untersuchungen zur Blutgerinnung beim Menschen. van den Velden, Reinharddal. (Biochemische Zeitschrift, 1912)
- Der Einfluss der Vagi auf die automatisch schlagende Kammer – auf den idio-ventrikulären Rhythmus. (Archiv für die gesammte Physiologie, 1912)
- A vagusok hatása az atrioventrikularis szívverésre. (Magyar Orvosi Archivum, 1913)
- Automatás kamaraműködés és pitvarfibrillálás. (Orvosi Hetilap, 1913)[5]
- A belorvostan tankönyve. Egy. tankönyv. I–II. köt. Szerk. Jendrassik Ernő. Írta. Többekkel. (Budapest, 1914)
- Der Einfluss des Vagusdruckversuches bei atrioventrikulärer Schlagfolge. (Zentralblatt für Herz- und Gefässkrankheiten, 1914)
- Digitalis-mérgezés. (Orvosi Hetilap, 1919)
- Belorvosi diagnosztika. Egy. tankönyv. Szerk. Jendrassik Ernő. Írta. Többekkel. (Bp., 1921 2. javított kiadás. 1923., 3. javított és bővített kiadás. 1932)
- A szanatóriumok jelentősége a tüdővész elleni küzdelemben. (Pécs, 1930) Harkány gyógyfürdő. Szerkesztette., a bevezetést írta. (Budapest, 1931)
- A tüdőtuberkulózis sebészi kezelése. (A Magyar Orvosok Tuberkulózis Egyesülete kiadványa. Bp., 1932)
- A tüdőtuberkulózis diétás kezelése. (A Magyar Orvosok Tuberkulózis Egyesülete kiadványa. Bp., 1932)
- A gyomor működészavaraival összefüggő károsodásokról. (A pécsi Magyar Kir. Erzsébet Tudományegyetem Belklinikájának Munkálataiból. 2. Pécs, 1933)
- A tüdő és a szív kölcsönös kapcsolatainak klinikai jelentősége. (A pécsi Magyar Királyi Erzsébet Tudományegyetem Belklinikájának Munkálataiból. 3. Pécs, 1933)
- A pécsi belklinika szervezete és működésének tanulságai. (Magyar Kórház, 1934 és külön: Bp., 1934)
- A colitis probléma. (A Magyar Belorvosok Egyesülete Nagygyűlésének Referátumai, 1935)
- A tüdőtuberculosis klinikájának mai állása. (Orvosképzés, 1936)
- A fertőző bajok kóros életjelenségei. (Egészség, 1937)
- A gastroentitis acuta. – Pseudoperitoneitis. (Orvosképzés, 1939)
- A gümőkór elleni védekezés törvényjavaslatáról. 1–3. (Dunántúl, 1940)
- A vérkeringés zavarainak kutatásáról. (Orvosképzés, 1941)
- Pneumonia-problémák. (Az 1941. évi balatonfüredi Orvoshét előadásai. Balatonfüredi Orvosi Tanács kiadványa. Balatonfüred, 1942)
- A hashajtásról. (Orvosképzés, 1943)
- A felnőttkori meningitis tuberculosa gyógyítása. Háber Józseffel. (Orvosi Hetilap, 1955. 3.)[6]
- Jendrassik Ernő emlékezete. (Orvosi Hetilap, 1958. 51.)
- Az orvosi hivatás az emberi kultúrában 1937-ben írták… (Kórház [folyóirat], 1997).
- A felnőttkori meningitis tuberculosa gyógyítása. Orvosi Hetilap, 1954.